# Sergio Sena
Sergio Román Sena (El Jagüel, Buenos Aires, Argentina, 25 de agosto de 1982) es un exfutbolista argentino. Jugaba como mediocampista y en la actualidad tiene un almacén en San Vicente, Pcia de Bs As

## Trayectoria
Sena comenzó a jugar al fútbol profesional en Talleres de Remedios de Escalada de la Primera B (tercera división) en 1996. Aprovechando la estrecha relación entre el equipo de Remedios de Escalada y Vélez Sársfield Sena se incorporó al Fortín en 2002. En 2005 fue parte del plantel que ganó el Torneo Clausura pero estuvo a la sombra de Jonás Gutiérrez, titular en el puesto de mediocampista derecho. En 2007 Sena llegó a los 100 partidos con Vélez y se destacó en la faceta goleadora durante el Torneo Apertura.
A mediados de 2008 es cedido a préstamo a Arsenal de Sarandí. Más tarde es comprado por dicho club y juega hasta 2012 alternando etapas de continuidad y otras no tanto con el director técnico Gustavo Alfaro.
En agosto de 2012 ficha por Independiente Rivadavia de Mendoza para disputar la Primera B Nacional. Convirtió su primer gol en su cuarto partido con la "lepra" contra Boca Unidos.
El 20 de julio de 2013 se anunció la incorporación de Sergio Sena al Club Atlético Sarmiento de la ciudad de Junín para disputar el campeonato de Primera B Nacional 2013/14.
Actualmente está jugando el intercountry para el Barrio San Elíseo, junto a otros jugadores como Claudio Morel Rodríguez, Víctor soto, Agustín Pelletieri, peter Alfonso. En la ADCC (asociación deportiva Country canning)

## Clubes
| Club                                        | País      | Año       |
| ------------------------------------------- | --------- | --------- |
| Talleres (RdE)                              | Argentina | 1996-2000 |
| Vélez Sarsfield                             | Argentina | 2002-2008 |
| Arsenal                                     | Argentina | 2008-2012 |
| Independiente Rivadavia                     | Argentina | 2012-2013 |
| Sarmiento                                   | Argentina | 2013-2015 |
| Gimnasia y Esgrima (Concepción del Uruguay) | Argentina | 2015      |
| Sportivo Belgrano                           | Argentina | 2016      |

## Palmarés

### Campeonatos nacionales
| Título           | Club            | País      | Año    |
| ---------------- | --------------- | --------- | ------ |
| Primera División | Vélez Sársfield | Argentina | C-2005 |
| Primera División | Arsenal         | Argentina | C-2012 |